# Gnom (literatura)
Gnom – w literaturze to sentencja lub zdanie mające za zadanie wyrażenia jakiejś myśli ogólnej (często o charakterze dydaktycznym) lapidarnie (zwięźle i treściwie) sformułowanej za pomocą wiersza lub prozy. Jest to jedna z najstarszych form greckiej poezji lirycznej.